# 恩佐·勒福尔
恩佐·鲍里斯·勒福尔（法語：Enzo Boris Lefort，1991年9月29日—）生于法属圭亚那卡宴，是一名法国男子击剑运动员，主攻花剑。他的父母都是瓜德罗普人，他也在3岁时随家人移居至瓜德罗普古贝尔。他在5岁时观看了法国击剑选手劳拉·弗莱塞尔夺冠后，便对击剑产生了兴趣，1996年9月，他开始练习击剑。2010年，他凭借自己的出色表现，移居至法国并进入CREPS（Centre of Resources, Expertise and Sporting Performance）。